# ژولیت برتو
ژولیت برتو (فرانسوی: Juliet Berto‎؛ ۱۶ ژانویهٔ ۱۹۴۷ – ۱۰ ژانویهٔ ۱۹۹۰) بازیگر، کارگردان و فیلم‌نامه‌نویس اهل فرانسه بود. او بازیگری را با فیلم‌های ژان لوک گدار آغاز کرد، با ژاک ریوت ادامه داد و سپس به کارگردانی رو آورد.
از فیلم‌ها یا برنامه‌های تلویزیونی که در آنها نقش داشته است می‌توان وسط دنیا، دو سه چیزی که از او می‌دانم، آقای کلاین، سلین و ژولی قایق‌سواری می‌کنند، تعطیلات آخر هفته و چینی را نام برد.